# عروسک شیطان
عروسک شیطان (ایتالیایی: La bimba di Satana) یک فیلم ترسناک و اروتیک ایتالیایی به کارگردانی ماریو بیانکی است که در سال ۱۹۸۳ منتشر شد. از بازیگران آن می‌توان به آلدو سامبرل، مارینا هدمن و ماری‌آنجلا جوردانو اشاره کرد.